# 集団心理
集団心理（しゅうだんしんり）とは、群集状況のもとで醸成される、群集に特有な心理のこと。群集心理（ぐんしゅうしんり）ともいう。
群集研究は主として群集心理学として発展してきたといってよい。集合心理である点で、群集を構成する諸個人の精神や意識とは異なる次元の心理現象であるが、群集心理を個人の心理や意識を超越した、なにか神秘的な実体と考えるべきではない。群集心理は群集状況の場において個人間の心的相互作用の集合過程を通して発生し、形成されるのである。こうした意味合いにおいて、群集心理はけっして静態的、固定的な心理や意識ではなく、不安定で変化しやすい。

## 群集心理の原型
群集心理に関する学問的研究の基礎は、イタリアの社会心理学者S・シゲーレ(Scipio Sighele)とフランスの社会心理学者ル・ボンによって固められた。シゲーレにせよル・ボンにせよ、19世紀末葉のヨーロッパにおける政治的、社会的激動期の混乱と茫漠(ぼうばく)たる不安を背景に、国家の運命をも左右しかねないほどの政治的躍進を遂げ、しだいに強力な階級に成長しつつあった民衆ないし労働者を群集としてとらえ、もっぱら群集の否定的性格をクローズアップした。シゲーレにとって、労働者階級はもっとも恐るべき群集であり、野蛮な暴動を企図する点において犯罪的群集であったし、ル・ボンにとっても、労働者階級にほかならぬ群集は、少数の知的貴族によって創造され指導されてきた文明を大規模に破壊する点において、やはり犯罪的であった。こうして、犯罪性、凶暴性、盲動性、衝動性、激高性、軽信性、被暗示性、偏狭性、知能的・道徳的劣等性などといった一連の病理的症候群が群集心理の原型とならざるをえなかった。
その後、イギリス生まれの心理学者W・マクドゥーガル(William McDougall)は群集心理の特徴として、(1)過度の情動、(2)衝動性、(3)暴力性、(4)移り気性、(5)一貫性の欠如、(6)優柔不断、(7)極端な行為、(8)粗野な情動と情緒の表出、(9)高度の被暗示性、(10)不注意性、(11)性急な判断、(12)単純かつ不完全な推理、(13)自我意識、自己批判、自己抑制の喪失、(14)自尊心と責任感の欠如による付和雷同性、をあげたが、これらの心理的特性は明らかにシゲーレやル・ボンの業績の延長線上にあるといえる。

## 集合行動論的アプローチ
こうした伝統的な群集心理学的観点とは異なって、行動科学的な集合行動論の立場から群集心理に接近すると、群集心理のもっと多面的な諸相が照らし出されてくるであろう。集合行動に関して一般に指摘されているように、群集行動を含め集合行動は、一面において既成の行動規範からの逸脱であるとともに、他面において新たな行動規範や社会秩序への志向と創出を内包しており、したがって群集行動を集合行動論的レンズを通してみた場合、ある種の状況のもとで「群集の公衆化」（群集の秩序だった理性的行動）といった局面も考察の射程に入ってくる。もちろん、群集心理のはらむ積極的可能性を一面的に誇張してとらえることは問題であるとしても、その可能性をまったく捨象して、群集心理の暗黒面のみに固執することも、正しい認識とはいえぬであろう。

## 群集心理のメカニズム
群集を構成する人々のさまざまな感情や観念が、同一の方向に収束していく心理的機制にかかわる理論仮説として、アメリカの社会心理学者R・H・ターナー(Ralph Herbert Turner)は「感染説」「収斂(しゅうれん)説」「創発規範説」をあげている。感染説によれば、ある種の感情、観念、行動様式が暗示や模倣を媒介に人々に感染し、無批判的に受容されてゆく結果、群集心理の雪崩(なだれ)現象を引き起こすというのである。収斂説では、もともと類似した興味、関心、志向を共有する人々が共通の刺激状況のもとで、その潜在的先有傾向を一斉に顕在化するために、心的同質性が生ずると説明する。したがって、群集心理の同質性は、群集行動の結果ではなく、その原因あるいは先行条件だということになる。創発規範説は、感染説、収斂説のいずれにも批判的であって、群集という集合現象の場において形成される固有の社会規範の成立とともに、その規範に適合する行動を容認、促進し、不適合な行動を抑制、禁止する社会的圧力が働くために、群集行動が全体として均質化すると主張する。群集心理あるいは群集行動に関するこれらの理論仮説は、相互排他的であるよりも、相互補完的な説明原理であると理解すべきであろう。